# Тринадесетте съпруги на Уилсън Фернандес
Тринадесетте съпруги на Уилсън Фернандес (на испански: Las 13 esposas de Wilson Fernández) е мексикански сериал, продуциран от Телевиса за стрийминг платформата Blim. Адаптация е на едноименния аржентински сериал от 2014 г., създаден от Гастон Портал. В главната роля е Мартин Алтомаро. Мотото на сериала е Толкова ангажираност може да е опасна (на испански: Tanto compromiso puede ser peligroso).
Сериалът проследява историята на пианист, който пристига в клуб в търсене на работа. Там той разговаря с шефа. Във всеки епизод Уилсън разказва за живота си с всяка от своите съпруги.

## Сюжет
Тринадесетте съпруги на Уилсън Фернандес е сериал, който описва живота на един музикант и романтик. Уилсън горещо вярва в брака, но по една или друга причина всяка от съпругите му в крайна сметка го напуска. Той работи като пианист в спортен клуб, контролиран от съмнителни хора.
Историята на Уилсън Фернандес, от юношеството му до настоящите му 50 години, обхваща последните 30 години от новата мексиканска история, а също така е и историята на начина, по който политическите и социални събития, настъпили в страната, са повлияли върху живота му.

## Актьори
- Мартин Алтомаро - Уилсън Фернандес
- Паулина Давила - Камила
- Химена Ромо - Емилия
- Андреа Гера - Елиана
- Касандра Санчес-Наваро - Глория
- Илсе Салас - Паулина
- Адриана Ябрес - Марта / Силвия
- Камила Селсер - Алисия
- Тато Александър - Алфонсина
- Сурия Вега - Мария Тереса
- Добрина Кръстева - Елеана
- Есмералда Пиментел - Аманда
- Моника Уарте - Ема
- Алехандра Амброси - Каролина
- Холиен Рутхерс - Елисабет

## Премиера
Премиерата на Тринадесетте съпруги на Уилсън Фернандес е на 12 май 2017 г. по стрийминг платформата Blim.

## Версии
- Тринадесетте съпруги на Уилсън Фернандес (2014), аржентински сериал, продуциран от Бетина Бреуда и излъчен по Канал 7, с участието на Макс Уртисбереа.